# كولي عليخان (الريف الشرقي)
كولي عليخان (بالفارسية: کولی‌علیخان) هي منطقة سكنية تقع في إيران في قسم الريف الشرقي الريفي. يقدر عدد سكانها بـ 53 نسمة بحسب إحصاء 2016.